# Systema Naturae . . . editio decima tertia, aucta, reformata
Systema Naturae . . . editio decima tertia, aucta, reformata, (abreviado Syst. Nat., ed. 13(bis)) corresponde a una versión de la decimotercera edición de la obra Systema naturæ escrita por Carlos Linneo, pero con modificaciones y añadidos del naturalista y químico alemán Johann Friedrich Gmelin y con ilustraciones y descripciones botánicas. Fue publicada en 3 tomos en los años 1788-1793.

## Publicación
Publicado con el nombre de  "Caroli a Linné, Systema Naturae per Regna Tria Naturae, Secundum Classes, Ordines, Genera, Species, cum characteribus, differentiis, synonymis, locis. Editio Decima Tertia, Aucta, Reformata" Georg. Emanuel. Beer, Lipsiae (1788-1793); in seconda edizione: J.B. Delamollière, Lugduni
- - Tomo 1: Regnum Animale:
    - Parte 1: Mammalia. pp. [x.] 1–232, 1788, Online.
    - Parte 2: Aves. pp. 233–1032. [1789],Online
    - Parte 3: Amphibia und Pisces. pp. 1033–1516, [1789], Online
    - Parte 4: Insecta. pp. 1517–2224, [1790], Online
    - Parte 5: Insecta. pp. 2225–3020, [1790], Online
    - Parte 6: Vermes. pp. 3021–3910, [1791], Online
    - Parte 7: Index. pp. 3911–4120. [1792],Online

  - Tomo 2: Regnum Vegetabile:
    - Parte 1: Regnum Vegetabile. pp. 1–884, 1791, Online
    - Parte 2: Regnum Vegetabile. pp. 885–1661, [1792], Online

  - Tomo 3: Regnum Lapideum. pp. 1–476, 3 Tafeln, 1793,Online